# Ngandzalé
Ngandzalé est une ville de l'Union des Comores, situé sur l'île d'Anjouan. En 2002, sa population est estimée à 6 097 habitants.